# Station Ratibor Plania
Station Ratibor Plania is een spoorwegstation in de Poolse plaats Racibórz.